# Croton nummularius
Espèce
Croton nummularius est une espèce de plantes à fleurs du genre Croton et de la famille des Euphorbiaceae présente au Brésil (de Bahia à Minas Gerais).
Il a pour synonymes :
- Croton ovalifolius var. nummularius, (Baill.) Müll.Arg., 1866
- Oxydectes nummularia, (Baill.) Kuntze